# 1909 au cinéma
| Années du cinéma : 1906 - 1907 - 1908 - 1909 - 1910 - 1911 - 1912    |
| Décennies du cinéma : 1870 - 1880 - 1890 - 1900 - 1910 - 1920 - 1930 |

Cet article présente les faits marquants de l'année 1909 au cinéma.

## Évènements
- 2-5 février : congrès international des éditeurs de film au siège de la Société française de photographie présidé par Georges Méliès en présence de Charles Pathé, de George Eastman et des principales compagnies étrangères installées en France[1].
- 14 avril : la maison de production Bison est créée, spécialiste des westerns.

## Principaux films de l'année
- 8 janvier : Vercingétorix, film produit par Charles Pathé.
- Mai : La Vie de Jeanne d'Arc, film de Mario Caserini.
- Juin : Louis XI, film de Luigi Maggi.
- 7 juin : Le Luthier de Crémone, film de David Wark Griffith.
- Août :
  - Le Collier de la reine, film de Louis Feuillade.
  - Spartacus, film d'Oreste Gherardini.
- Octobre :
  - Bianca Cappello, film de Mario Caserini.
  - Giulio Cesare, film de Giovanni Pastrone.
- 9 octobre : Corradino di Svevia, film de Romolo Bacchini.
- 3 décembre : La Mort du duc d'Enghien en 1804 d'Albert Capellani.
- 4 décembre : The Life of Moses, film de J. Stuart Blackton.
- 25 décembre : Alboïn et Rosemonde, film d'Ernesto Maria Pasquali.

- Beatrice Cenci, film de Mario Caserini.
- Ettore Fieramosca, film d'Ernesto Maria Pasquali.
- Parsifal, film de Mario Caserini.
- Tarakanowa et Catherine II, film d'Albert Capellani.
- Théodora, film d'Ernesto Maria Pasquali.

## Principales naissances
- 1er janvier : Dana Andrews, acteur américain († 17 décembre 1992).
- 14 janvier : Joseph Losey, cinéaste américain († 22 juin 1984).
- 3 février : André Cayatte, réalisateur et scénariste français († 6 février 1989).
- 10 février : Henri Alekan, directeur de la photographie français († 15 juin 2001).
- 11 février : Joseph Leo Mankiewicz, cinéaste américain († 5 février 1993).
- 24 février : Riccardo Freda, réalisateur et scénariste italien († 20 décembre 1999)
- 27 mars : Jean Mercure, metteur en scène français († 26 juin 1998).
- 15 mai : James Mason, acteur britannique († 24 juillet 1984).
- 17 mai : Magda Schneider, actrice allemande (†30 juillet 1996).
- 7 juin : Jessica Tandy, actrice britannique (morte 11 septembre 1994)
- 20 juin : Errol Flynn, acteur américain († 14 octobre 1959).
- 23 juin : Georges Rouquier, réalisateur français († 19 décembre 1989).
- 12 juillet : Bimal Roy, cinéaste indien († 7 janvier 1966)
- 20 juillet : Mireille Balin, actrice française († 9 novembre 1968).
- 18 août : Marcel Carné, cinéaste français († 31 octobre 1996).
- 7 septembre : Elia Kazan, cinéaste et écrivain américain († 28 septembre 2003).
- 9 décembre : Douglas Fairbanks Jr., acteur américain († 7 mai 2000).